# Сенон (Жиронда)
Сенон (фр. Cenon) — коммуна во французском департаменте Жиронда, округ Бордо, административный центр кантона Сенон.

## Географическое положение
Сенон — восточный пригород Бордо и соединён с ним автобусными и трамвайными маршрутами.

## Города-побратимы
- Ларедо, Испания